# Luis Brunetto
Luis Brunetto   (Rosario, 27 d'octubre de 1901 - Temperley, 7 de maig de 1968) va ser un atleta argentí, especialista en triple salt, que va competir durant la dècada de 1920 i 1930.
El 1924 va prendre part en els Jocs Olímpics de París, on va guanyar la medalla de plata en la prova del triple salt del programa d'atletisme.
Brunetto guanyà tres campionats nacionals de triple salt, 1921, 1922 i 1924. També guanyà aquesta prova en cinc campionats sud-americans, entre 1924 i 1931.

## Millors marques
- triple salt. 15m 42cm (1924)[1][2]